# Болойсо
Болойсо (бел. Балойса) — озеро в Беларуси в Браславском районе Витебской области. Относится к бассейну реки Друйка. Принадлежит к группе Браславских озёр и находится на территории Национального парка «Браславские озёра».

## Описание
Площадь поверхности озера составляет 1,39 км². Наибольшая глубина — 15,6 м, средняя — 5,26 м. Длина озера 2,06 км, наибольшая ширина — 1,02 км. Длина береговой линии 5,8 км. Объём воды 7,3 млн м³. Площадь водосбора 3 км².
Котловина озера вытянута с севера на юг. Берега низкие, песчаные, на востоке глинистые, местами заболоченные и заросшие кустарником. Мелководье узкое, шириной до 30 м, песчаное, на западе и востоке местами песчано-галечное. На озере есть 3 небольших острова. В озеро падает 2 ручья. Болойсо соединено протокой шириной до 200 м с озером Струсто. Озеро мезатрофное. Зарастает до глубины 5 м. Надводная растительность создаёт полосу шириной до 100 м.
Расположено в 2,5 км на северо-восток от города Браслав.
В результате антропогенного фактора озеро Болойсо оказалось сильно загрязнено.